# Hydrotropie
Unter Hydrotropie (von gr. hydros – Wasser und τρόπος – Wende) versteht man die Steigerung der Wasserlöslichkeit von schwerlöslichen organischen Verbindungen.  Dabei wird der schwerlöslichen Substanz eine zweite Komponente zugesetzt, die selber aber kein Lösungsmittel ist. Die Wirkungsmechanismen dieser Lösungsvermittler sind unterschiedlich.
Zum einen bilden Tenside mit den schwerlöslichen Stoffen Assoziationskolloide in Form von Micellen, andere Substanzen wie Harnstoff oder N-Methylacetamid brechen die Struktur des Wassers an den hydrophoben Stellen des zu lösenden Stoffes. Eine dritte Möglichkeit ist die Bildung von Mischkristallen.
Die Lösungen dieser hydrotropen Stoffe lassen sich als Ersatz von organischen Lösungsmitteln bei der Extraktion verwenden, da die wässrigen Lösungen nicht mehr brennbar und ungiftig sind. Die Lösungen werden sonst bei der Herstellung von Azofarbstoffen, Flüssigwaschmitteln und von Kosmetika eingesetzt.

## Quelle
- Eintrag zu Hydrotropie. In: Römpp Online. Georg Thieme Verlag, abgerufen am 14. Juli 2016.